# Dermanura
Dermanura is een geslacht van zoogdieren uit de familie van de bladneusvleermuizen van de Nieuwe Wereld (Phyllostomidae). De wetenschappelijke naam van het geslacht werd in 1856 gepubliceerd door Paul Gervais.

## Soorten
Er worden 11 soorten in dit geslacht geplaatst:
- Dermanura anderseni (Osgood, 1916)
- Dermanura azteca (Andersen, 1906)
- Dermanura bogotensis (Andersen, 1906)
- Dermanura cinerea P. Gervais, 1855
- Dermanura glauca (O. Thomas, 1893)
- Dermanura gnomus (Handley, 1987)
- Dermanura phaeotis G. S. Miller, 1902
- Dermanura rava G. S. Miller, 1902
- Dermanura rosenbergi (O. Thomas, 1897)
- Dermanura tolteca (de Saussure, 1860)
- Dermanura watsoni (O. Thomas, 1901)